# توماس ووكر
توماس ووكر (بالإنجليزية: Thomas Walker) (3 أبريل 1854 - 28 أغسطس 1925) هو لاعب كريكت بريطاني (وحمل سابقاً جنسية المملكة المتحدة لبريطانيا العظمى وأيرلندا). لعب مع نادي مقاطعة يوركشاير للكريكت ‏.

## وصلات خارجية
- توماس ووكر على موقع إي آس بي آن كريك إنفو (الإنجليزية)